# Adrián Villar Rojas
Adrián Villar Rojas (Rosario, Argentina, 1980) es un artista argentino, dedicado al arte contemporáneo. En dicha expresión ha ocupado recursos como escultura —especialmente la de gran formato y con materiales como la arcilla, materia orgánica, residuos sólidos, cemento— dibujo, artesanía, música e instalación, en los que son frecuentes alusiones al fin del mundo o el llamado Antropoceno (la era geológica en la que vivimos). Ha sido calificado como un destacado artista contemporáneo por medios tanto internacionales como de su país.
En el 2011 representó a Argentina en la 54.ª Bienal de Venecia, participación por la cual recibió el noveno  Benesse Prize. Además, Villar Rojas ha recibido numerosos premios, entre los que se cuentan: Sharjah Biennial Prize, otorgado por Sharjah Art Foundation (2015); The Zurich Art Prize en Museum Haus Konstruktiv (2013); Premio Konex (2012 y 2022); Beca Nuevo Banco de Santa Fe para Jóvenes Artistas (2006); y 1.º Premio Bienal Nacional de Arte de Bahía Blanca en Museo de Arte Contemporáneo de Bahía Blanca (2005).
Adrián Villar Rojas es representado por las galerías: kurimanzutto, Ciudad de México, Nueva York; Marian Goodman, Nueva York, Londres, París; Luisa Strina, Sao Paulo y Ruth Benzacar, Buenos Aires.

## Biografía
Se graduó en la Escuela de Bellas Artes de Rosario, Argentina. Su carrera tuvo mayor notoriedad cuando ganó el certamen "Curriculum Cero" de la galería Ruth Benzacar de Buenos Aires, en 2003. En la exposición Lo que el fuego me trajo, presentada en esa misma galería en 2009, el artista combinó elementos antiguos y modernos como puntas de flecha de piedra del Paleolítico, bustos de sus familiares, sus propios tenis y un iPod, entre otros. El suelo de la exposición fue cubierto, igualmente, de escombros de ruinas. Según una reseña, con ello Villar convirtió "las ruinas en íconos", produciendo "un estilo de la pérdida —no de riquezas o de conocimiento sino de la materialidad de la civilización".  Desde entonces ha expuesto en espacios públicos como el Jardín de las Tullerías en París, en galerías como la Serpentine Sackler Gallery, en museos como el Metropolitano de Arte en Nueva York; y en instituciones públicas y privadas en ciudades como La Habana, Ciudad de México, Estocolmo o Emiratos Árabes Unidos.

## Obra
La obra de Villar Rojas tiene distintas constantes tanto en los formatos, los materiales y la situación en la que son dispuestas sus obras, muchas de las cuales asemejan esculturas antiguas, dispuestas en medio de la nada, así como el uso y disposición de materiales baratos derivados de las ruinas y los escombros. Según la galería kurimanzutto, las creaciones de Villar Rojas:

...parecen atemporales y antiguas a la vez, reliquias de un pasado o un futuro ambiguo que cuestionan la noción que tenemos del tiempo, la historia y la modernidad.  El y su equipo de trabajo combinan elementos orgánicos y artificiales en sus experimentos –tierra, pigmentos, vegetales, cemento, fósiles, plástico, ropa, aparatos tecnológicos y joyería–para crear obras de una abrumadora extrañeza.
Galería Kurimanzutto

El método de Villar Rojas es radicalmente site-specific. Para cada proyecto el artista y su estudio se adentran en el entorno social, cultural, geográfico e institucional en donde se presentará el proyecto. Villar Rojas reside durante meses en cada lugar donde trabaja, explorando junto a su grupo de colaboradores las potencialidades de una experiencia ante todo territorial y humana. De esta experiencia temporal, permanece un residuo precario como testimonio material: la exposición. Esta dinámica de residencia temporal e itinerante lo define como un artista nómada que, a través de viajes e investigaciones constantes, ha ido desarrollando un profundo compromiso con la diversidad del mundo.
A causa de la utilización de materiales orgánicos perecederos y cambiantes, la obra de Villar Rojas está condenada a la desaparición, lo que no podrá ser preservado también cuestiona las reglas de la comercialización de la obra de arte al no poderse conservar, reproducir, comercializar ni transportar en su totalidad.

## Exposiciones individuales
- 2017
  - The Theater of Disappearance. The Geffen Contemporary at MOCA, Los Ángeles, Estados Unidos.
  - The Theater of Disappearance. Neón, Observatorio Nacional de Atenas, Atenas, Grecia.
  - From the series The Theater of Disappearance, Marian Goodman Gallery, Londres, Reino Unido.
  - The Theater of Disappearance. Kunsthaus Bregenz, Bregenz, Austria.
  - The Theater of Disappearance. The Metropolitan Museum of Art, Cantor Roof Garden Commission, Nueva York, Estados Unidos.
- 2015
  - Fantasma. Moderna Museet, Estocolmo, Suecia.
  - Two Suns. Marian Goodman Gallery, New York.
  - Rinascimento. Fondazione Sandretto Re Rebaudengo, Torino, Italia.
- 2014 
  - The Evolution of God. High Line at the Rail Yards, Nueva York Estados Unidos.
  - Lo Que El Fuego Me Trajo: a Film by Adrian Villar Rojas. Marian Goodman Gallery, París, Francia.
  - Los Teatros de Saturno. kurimanzutto, Ciudad de México, México.
  - A Thousand Doors. The Gennadius Library of the American School of Classical Studies, Atenas, Grecia.
  - The Real DMZ Project. Artsonje Center and other locations, Seúl, Corea delSur.
- 2013
  - Adrián Villar Rojas: La inocencia de los animales. Expo 1, MoMA PS1, Nueva York, Estados Unidos.
  - Adrián Villar Rojas: The work of the ocean. Foundation de 11 Lijnen, Oudenburg, Bélgica.
  - Today We Reboot the Planet. Serpentine (Sackler Gallery), Londres, Reino Unido.
  - Films Before Revolution. Museum Haus Konstruktiv, Zúrich, Suiza.
- 2012
  - Return the world. dOCUMENTA (13), Kassel, Alemania.
  - Before my birth. Arts Brookfield with the New Museum Triennial “The Ungovernables”. World Financial Center Plaza, Nueva York, Estados Unidos.
- 2011
  - El asesino de tu herencia (The Murderer of Your Heritage). 54 Bienal de Venecia, Pabellón Argentino, Venecia, Italia.
  - Poems for Earthlings. SAM ART Projects, Jardín des Tuileries, Musée du Louvre, París, Francia.
- 2010
  - Un beso infinito (An Infinite Kiss). Casas Riegner Gallery, Bogotá, Colombia.
  - Mi abuelo muerto (My Dead Grandfather). Akademie der Künste, Berlín, Alemania.
- 2009
  - El momento más hermoso de la guerra no sabe distinguir el amor de cualquier sentimiento (The Most Beautiful Moment of War Cannot Distinguish Love from Any Other Feeling). X Bienal de Cuenca, Cuenca, Ecuador.
  - Mi familia muerta (My Dead Family). II Bienal del Fin del Mundo, Ushuaia, Argentina.
- 2008 
  - Lo que el fuego me trajo. Ruth Benzacar Art Gallery, Buenos Aires, Argentina.
- 2007
  - 15.000 años nuevos. Belleza y Felicidad, Buenos Aires, Argentina.
  - Diario íntimo 3D. Centro Cultural Borges, Buenos Aires, Argentina.
- 2006
  - Estas son las probabilidades de que te pase algo. El Poste Galería, Centro Cultural Ricardo Rojas, Buenos Aires, Argentina.
- 2005 
  - Un mar. Alianza Francesa de Buenos Aires & Ruth Benzacar Galería de Arte, Buenos Aires, Argentina.
- 2004 
  - Incendio. Ruth Benzacar Galería de Arte, Buenos Aires, Argentina.

## Premios y distinciones
- 2022 - Premio Konex, Fundación Konex, Argentina
- 2015 - Sharjah Biennial Prize, Sharjah Art Foundation
- 2013 - The Zurich Art Prize, Museum Haus Konstruktiv, Zúrich
- 2012 - Premio Konex, Fundación Konex, Argentina
- 2011 - 9º Benesse Prize, 54.ª Bienal de Venecia